# Голопристанский район
Голопри́станский райо́н (укр. Голопристанський район) — упразднённая административная единица в западной части Херсонской области Украины. С 2020 года территория района находится в составе Скадовского района.

## География
Площадь района — 3,6 тыс. км² (12,6 % от территории области).
Районный центр — город областного значения Голая Пристань. Расстояние от г. Голая Пристань до г. Херсона по автодороге 45 км.
Границы: территория района с юга омывался Чёрным морем, с севера граничил с Белозёрским, с востока — с Алёшковским, на юго-востоке — со Скадовским районами Херсонской области, на западе — с Николаевской областью.

## Историческая справка
Образован в 1923 году в составе Херсонского округа. В 1932 году вошёл в состав Одесской области. В 1937 передан в состав Николаевской области. В 1944 году стал частью Херсонской области.
17 июля 2020 года в результате административно-территориальной реформы район вошёл в состав Скадовского района, на его территории образованы Бехтерская, Голопристанская, Долматовская и Чулаковская территориальные общины. Новософиевский сельский совет вошёл в состав Лазурненской поселковой общины

## Административное деление
В состав района входил 21 сельский совет, включавший в себя 51 населённый пункт.